# تیل‌ده
تیل‌ده روستای کوچکی است از توابع بخش جناح شهرستان بستک در غرب استان هرمزگان در جنوب ایران واقع شده‌است.که متعلق به قومی بنام باقر ساکن در روستای هنگویه و تعدادی ساکن امارات میباشد که مالک اصلی آن محمد باقر و عبدالرحیم باقر و قوم بندکر میباشند و مقداری کم متعلق به قوم بهوری میباشد همچنین آب انبار ها و منازل نیز متعلق به ایشان میباشد.